# 石川萌
石川 萌（いしかわ もえ、1976年 - ）は、日本の元女優。元乙女塾第6期生。1990年代後半のVシネマ作品に多く出演した。当時のプロフィールによるスリーサイズは、B83 cm、W56 cm、H85 cm。

## 来歴
1990年代後半の濡れ場を売りにしたVシネマ作品に多く出演した。『新任女教師 淫らな噂』（1996年）では、ヘアヌードを披露。ただし、DVD版ではそのシーンはカットされている。
1995年に写真集『恥じらい』が上梓されたほか、『美少女紀行』Vol.14に掲載された。
現在の活動・消息は一切不明。

## 主な出演作品

### オリジナルビデオ
- 平成ハレンチ学園（1996年）
- （裏）盗撮ナンパ道（1996年）
- 新任女教師 淫らな噂（1996年）- 主演
- 女教師4（1996年）
- ラブホテルの夜Special（1997年）
- ナースコールガール 美乳解放病棟（1997年）
- 風俗の穴場（1997年）- 主演
- 新任女教師 誘惑のレオタード（1997年）
- スチュワーデス調教（1997年）- 主演
- 性犯罪白書（1997年）- 主演
- ラブリーエンジェル 訪問ソープでございます（1997年）
- 新任女教師 禁断の教育実習（1997年）
- ラブリーエンジェル 訪問ソープでございます2（1997年）
- OL監禁 生贄の愛人たち（1998年）

### 映画
- KOKKURI こっくりさん（1997年、瀬々敬久監督）- 広田昌巳役

### ドラマ
- 変[HEN]（1996年・テレビ朝日）

## 写真集
- 恥じらい -石川萌写真集（1995年8月、清水清太郎撮影、音楽専科社） ISBN 4900343803